# Treizième amendement de la Constitution des États-Unis
Le 13e amendement à la Constitution des États-Unis d'Amérique a aboli l'esclavagisme et la servitude involontaire aux États-Unis, sauf en cas de punition pour un crime. Il obtint la majorité des deux tiers requise pour amender la constitution et fut adopté par le Congrès le 6 décembre 1865.
À l'époque de sa ratification, l'esclavage était toujours légal au Delaware et au Kentucky. Les trois autres états esclavagistes restés dans l'Union, à savoir le Missouri, le Maryland et la Virginie-Occidentale, avaient aboli l'esclavage en 1864 ou 1865, un peu avant la fin de la guerre de sécession.
Partout ailleurs aux États-Unis les esclaves furent affranchis soit par des normes adoptées antérieurement et individuellement par les États, soit, à défaut, par la proclamation d'émancipation dans les zones rebelles du président des États-Unis Abraham Lincoln, proclamation qui s'appliquait depuis le 1er janvier 1863.
À cette date, le président Abraham C. Lincoln et son cabinet avaient rendu illégal l'esclavage sur le territoire des États en rébellion au moyen d'une mesure prise dans le cadre de l'urgence et des pouvoirs conférés au président en situation de guerre. Cette mesure permettait au gouvernement de se saisir de la propriété des rebelles sudistes (dans le cas d'espèce, les esclaves) et était fondée sur une disposition prévue en cas de conflit armé avec un autre État souverain, qualité que, paradoxalement, le gouvernement nordiste refusait de reconnaître aux sécessionnistes du Sud, estimant que la guerre était une guerre civile et non une guerre entre États.
Tout le monde s'accordait sur le caractère bancal de la proclamation d'émancipation, vu son fondement juridique particulièrement contestable. Il est donc apparu évident pour les abolitionnistes qu'inscrire cette interdiction absolue dans la Constitution américaine était le meilleur moyen de garantir de façon permanente l'abolition de l'esclavage. C'est au terme de tractations houleuses et passionnées qu'une majorité de deux tiers fut finalement trouvée, d'abord au Sénat des États-Unis (38 voix contre 6), puis à la Chambre des représentants (119 voix contre 56), pour voter le projet d'amendement, respectivement le 8 avril 1864 (sénat), puis le 31 janvier 1865 (chambre des représentants). Dernière étape, la ratification de l'amendement par les 3/4 des États de l'union fut atteinte avec le vote favorable de la Géorgie, en décembre 1865, date à laquelle l'amendement entre donc en vigueur.

## Texte
Le texte du treizième amendement est le suivant :
« Section 1. Neither slavery nor involuntary servitude, except as punishment for crime where of the party shall have been duly convicted, shall exist within the United States, or any place subject to their jurisdiction.

Section 2. Congress shall have the power to enforce this article by appropriate legislation. »
« Article 1. Ni esclavage ni servitude involontaire, si ce n'est en punition d'un crime dont le coupable aura été dûment condamné, n'existeront aux États-Unis ni dans aucun des lieux soumis à leur juridiction.

Article 2. Le Congrès aura le pouvoir de donner effet au présent article par une législation appropriée. »

## Histoire
Les douze premiers amendements ont été adoptés lors des quinze premières années suivant la création et l'approbation de la Constitution. Les dix premiers (le Bill of Rights) furent votés en 1791, le XIe amendement en 1795 et le XIIe amendement en 1804. Quand le XIIIe amendement fut proposé, cela faisait soixante ans qu'il n'y avait pas eu de nouvel amendement adopté.
Quand le 9 avril 1865, les armées confédérées déposent les armes, c'est la victoire du Nord sur le Sud, mais aussi de la Constitution qui met fin à toute légitimité du droit à faire sécession, et enfin d'un repositionnement de la souveraineté de l'autorité fédérale. Lincoln est conforté dans sa politique abolitionniste après sa Proclamation d'émancipation, il va pouvoir conclure cette guerre civile par le XIIIe amendement. Amendement qui sera l'aboutissement de toutes les luttes abolitionnistes menées par les Blancs et par les Afro-Américains depuis la création de la Pennsylvania Abolition Society à Philadelphie le 14 avril 1775 et par un renversement de situation du pouvoir économique.

### Un contexte idéologique et politique
Lors de l'élaboration de la Constitution américaine, ce sont les propriétaires des états du Sud qui sont prospères grâce, entre autres, à leur production cotonnière et qui ont pu imposer leur droit à posséder des esclaves contre l'avis de Pères de la Nation comme Benjamin Franklin. Mais depuis, le Nord s'est industrialisé et s'est enrichi face à un Sud basé sur une économie agrarienne et latifundiaire, économie menacée par les productions cotonnières du Mexique,,,,. Face à un Sud conservateur sur le déclin, de plus en plus d'Américains considèrent l'esclavage comme inhumain et surtout incompatible avec les concepts de liberté publique et de liberté individuelle. Cette contradiction entre les valeurs américaines et l'esclavage est souligné par le compagnon de route d'Alexis de Tocqueville lors de son voyage aux États-Unis, Gustave de Beaumont, qui dans son roman Marie ou l'esclavage aux États-Unis, tableau de mœurs américaines édité en 1840 souligne la contradiction entre un pays qui se revendique comme étant le modèle de la démocratie et un pays où l'esclavage massif existe, où les esclaves sont privés de toutes les libertés et de tous les droits politiques, civils, naturels. La puissance des États du Nord abolitionnistes fait redouter que ceux-ci utilisent le pouvoir fédéral pour imposer son contrôle sur les États du Sud esclavagistes. La question de l'esclavage se redouble d'une question de droits des États vis-à-vis du Congrès de Washington.Le conflit politique et juridique sur l'esclavage s'intensifie jusqu'au milieu du XIXe siècle, les dépliants se multiplient et les sudistes ont bien du mal à justifier l'esclavage, la tension trouve son dénouement avec la guerre de Sécession.

### La nécessité duXIIIeamendement
La proclamation d'émancipation est une décision de guerre et juridiquement elle n'est qu'une proclamation présidentielle, pour être en vigueur de façon permanente, il faut qu'elle se transforme soit en loi du Congrès soit en amendement, dans le contexte et vu le changement de droits que cela entraînait il était nécessaire que l'abolition de l'esclavage devienne un amendement. Le 8 avril 1864, le Sénat vote la proposition puis le 31 janvier 1865, la Chambre des représentants adopte l’amendement après des débats houleux. Le Congrès ayant voté l'amendement il est présenté à Abraham Lincoln qui le signe pour promulgation le 1er février 1865. Ce n'est qu'une première étape, il faut qu'il soit ratifié par les trois quarts des états. Lincoln ne verra pas la ratification, car il est assassiné le 15 avril 1865, elle est obtenue le 6 décembre 1865,,,.

### Le déroulement
Avant la guerre de Sécession, la majorité des lois passées par le Congrès protégeait l'esclavage. Très peu de législations proposaient d'abolir l'esclavage. Le représentant et ancien 6e président des États-Unis John Quincy Adams fit une proposition en 1839, mais il n'y en eut pas d'autre avant le 14 décembre 1863, quand un projet de loi soutenant un amendement en vue d'abolir l'esclavage à travers l'ensemble des États-Unis fut présenté par le représentant James Mitchell Ashley (républicain, Ohio). Ceci fut bientôt suivi par une proposition similaire faite par le représentant James Falconer Wilson (républicain, Iowa).
Le Congrès et le public prirent en compte le débat ainsi lancé, et un certain nombre de propositions législatives additionnelles furent présentées. Le sénateur John Brooks Henderson du Missouri soumit une joint resolution pour un amendement constitutionnel abolissant l'esclavage, le 11 janvier 1864. L'abolition de l'esclavage a historiquement été associée aux républicains, mais Henderson était un War Democrat. Le Comité judiciaire du Sénat, sous la présidence de Lyman Trumbull (républicain, Illinois), travailla à la fusion de différentes propositions afin de constituer un amendement. Un autre républicain, le sénateur Charles Sumner (républicains radicaux, Massachusetts), soumit un amendement constitutionnel tant pour abolir l'esclavage que pour garantir l'égalité des droits le 8 février de la même année. Comme le nombre de propositions et leurs portées s'agrandissaient, le comité présenta au Sénat une proposition d'amendement combinant les ébauches d'Ashley, de Wilson, et d'Henderson. Originellement, l'amendement fut donc écrit et présenté par les représentants James Mitchell Ashley (républicain, Ohio) et James Falconer Wilson (républicain, Iowa) ainsi que par le sénateur John B. Henderson (démocrate, Missouri).
Après avoir débattu l'amendement, le Sénat le vota le 8 avril 1864, par un vote de 38 contre 6.
Lors de sa première présentation, la Chambre refusa de voter le projet du sénat. Celui-ci fut réintroduit par le représentant James Mitchell Ashley, et le président Lincoln joua un rôle actif pour qu'il soit examiné par la Chambre. Ces efforts portèrent leurs fruits quand la chambre vota l'amendement le 31 janvier 1865, par un vote de 119 voix contre 56. Le président Abraham Lincoln signa une Joint Resolution le 1er février 1865, et soumit l'amendement proposé aux États pour la ratification. Le secrétaire d'État William Henry Seward publia un rapport validant la ratification du XIIIe amendement le 18 décembre 1865, après le vote de la Géorgie, dernier État permettant d'atteindre le nombre des trois quarts d'États devant ratifier le projet du congrès des États-Unis.
La copie archivée du XIIIe amendement porte une signature présidentielle apparente, sous les signatures habituelles du Speaker of the House et du président du Sénat, après les mots « Approved February 1, 1865 ».
Le XIIIe amendement compléta la législation pour abolir l'esclavage, abolition qui avait commencé par la proclamation d'émancipation publiée par le président Abraham Lincoln en 1863. Il permit aussi de sécuriser juridiquement l'abolition de 1863, dont les bases juridiques étaient contestables.
Approximativement 40 000 personnes qui étaient restées esclaves au Kentucky furent libérées par le XIIIe amendement.

### Les contournements par les Blacks Codes et la réponse par leXIVeamendement
Quand les États du sud furent réintégrés dans l'union, ils voulurent contrôler les Afro-Américains et limiter leurs droits tout en respectant le XIIIe amendement. La loi les autorise à adopter des règlements locaux qui deviennent les Black Codes. Ceux-ci réduisent fortement l'accès à l'emploi des Afro-Américains, les cantonnant à ceux d'ouvriers agricoles ou de domestiques. Ils n'ont ni le droit de vote, ni droits civiques, n'étant pas considérés comme des citoyens.
Par exemple, en Caroline du Sud, les employés Afro-américains devaient se montrer dociles, silencieux et ordonnés, logés au domicile de leurs employeurs, toute incartade pouvant être sanctionnée par la flagellation. Ils ne peuvent ester en justice contre des Blancs et encore moins être jurés. Tout emploi autre que celui d'ouvrier agricole ou de domestique devait être conditionné à l'obtention d'une licence accordée par un tribunal,.
Ces Black Codes ne sont qu'une adaptation des anciens Slaves Codes. Les Républicains y voient un retour sournois à la situation d'avant la Guerre de sécession. De plus, le XIIIe amendement n'avait pas aboli l'arrêt de la Cour suprême concernant l'affaire Scott v. Sandford qui avait jugé qu'un Afro-Américain dont les ancêtres avaient été amenés aux États-Unis et vendus comme esclaves, qu'il ait été réduit en esclavage ou libre, ne pouvait être un citoyen américain et ne pouvait pas exercer une action en justice devant les tribunaux fédéraux, et que le gouvernement fédéral n'avait pas le pouvoir de réglementer l'esclavage dans les territoires fédéraux acquis après la création des États-Unis,,.
Pour l'abolir et permettre l'accès des Afro-Américains à la citoyenneté américaine, le sénateur de l'Illinois Lyman Trumbull présente le Civil Rights Act de 1866 qui définit la citoyenneté américaine avec les droits civiques qui y sont attachés, incluant les Afro-Américains émancipés par le XIIIe amendement et garantissant l’égalité des droits civiques pour tous. Il est adopté par le Congrès le 9 avril 1866,,,.
C'est la première étape qui va conduire à l'adoption du Quatorzième amendement qui donnera l'égalité des droits civiques aux Afro-Américains et plus généralement à toute personne née ou naturalisée aux États-Unis et interdisant toute restriction à ce droit. Le représentant de l'Ohio, John Bingham dépose le projet d’amendement au mois de mars 1866,, il est principalement soutenu par Thaddeus Stevens et Charles Sumner, le XIVe amendement est adopté par le Congrès le 18 juin 1866 puis ratifié le 9 juillet 1868. Et pour éviter que les esclavagistes puissent revenir au pouvoir le XIVe amendement interdit aux anciens élus et militaires qui ont soutenu la Confédération de se présenter au Sénat ou à la Chambre des représentants ou à toute charge fédérale. Cet amendement est jugé imparfait par les républicains les plus engagés dans la cause abolitionniste car il laisse de côté le droit de vote des Afro-Américains qui fera l'objet du Quinzième amendement,,,.

### Un nouveau contournement les lois Jim Crow
Pour entraver les nouveaux droits constitutionnels des Afro-Américains obtenus par ces trois amendements, les États du Sud utilisent deux dispositifs, le premier est un dispositif d'intimidation par le terrorisme avec le Ku Klux Klan (KKK), l'autre légal, réglementaire : les lois Jim Crow issues des Black Codes,. Ces lois ségrégationnistes et discriminatoires dites lois Jim Crow  commencent en 1877 et seront abolies dans la fin des années 1960 avec l'adoption de différents lois fédérales mettant fin à la ségrégation raciale sur l'ensemble du territoire des États-Unis : le Civil Rights Act de 1964, le Voting Rights Act de 1965 et le Civil Rights Act de 1968.

## Ratification par les États
Le XIIIe amendement à la Constitution des États-Unis fut proposé aux législatures des différents États par le 38e Congrès des États-Unis, le 31 janvier 1865. Le 18 décembre 1865, le secrétaire d'État William Henry Seward proclama l'adoption de l'amendement en date du 6 décembre 1865, jour où la ratification de la Géorgie, vingt-septième des trente-six États alors existants, avait permis d'atteindre la majorité requise des trois quarts. Parmi les États restants, le Mississippi est le dernier à avoir achevé le processus législatif : adoptée par l'État en 1995, la ratification n'a été notifiée aux archives fédérales et officiellement enregistrée qu'en février 2013.
L'amendement a été adopté après sa ratification par les États suivants :
1. Illinois (1er février 1865) ;
2. Rhode Island (2 février 1865) ;
3. Michigan (3 février 1865) ;
4. Maryland (3 février 1865) ;
5. New York (3 février 1865) ;
6. Pennsylvanie (3 février 1865) ;
7. Virginie Occidentale (3 février 1865) ;
8. Missouri (6 février 1865) ;
9. Maine (7 février 1865) ;
10. Kansas (7 février 1865) ;
11. Massachusetts (7 février 1865) ;
12. Virginie (9 février 1865) ;
13. Ohio (10 février 1865) ;
14. Indiana (13 février 1865) ;
15. Nevada (16 février 1865) ;
16. Louisiane (17 février 1865) ;
17. Minnesota (23 février 1865) ;
18. Wisconsin (24 février 1865) ;
19. Vermont (8 mars 1865) ;
20. Tennessee (7 avril 1865) ;
21. Arkansas (14 avril 1865) ;
22. Connecticut (4 mai 1865) ;
23. New Hampshire (1er juillet 1865) ;
24. Caroline du Sud (13 novembre 1865) ;
25. Alabama (2 décembre 1865) ;
26. Caroline du Nord (4 décembre 1865) ;
27. Géorgie (6 décembre 1865).

La ratification s'est terminée le 6 décembre 1865. L'amendement a ensuite été ratifié par les États suivants :
1. Oregon (8 décembre 1865) ;
2. Californie (19 décembre 1865) ;
3. Floride (28 décembre 1865, réaffirmé le 9 juin 1869) ;
4. Iowa (14 janvier 1866) ;
5. New Jersey (23 janvier 1866, après avoir été rejeté une première fois le 16 mars 1865) ;
6. Texas (18 février 1870) ;
7. Delaware (12 février 1901, après avoir été rejeté une première fois le 8 février 1865) ;
8. Kentucky (18 mars 1976, après avoir été rejeté une première fois le 24 février 1865) ;
9. Mississippi (7 février 2013, après avoir été rejeté une première fois le 5 décembre 1865, puis adopté sans enregistrement le 16 mars 1995).

En 1995, pour des raisons indéterminées, la ratification de l'amendement par le Sénat et la Chambre du Mississippi n'avait pas été notifiée à l'Archiviste des États-Unis. Elle a été transmise le 30 janvier 2013 au bureau du Registre fédéral, dont le responsable en a pris officiellement acte le 7 février 2013,.

## Interprétation

### Servitude involontaire
En 1916, dans « Butler v. Perry », la Cour suprême statua que la conscription n'était pas de la « servitude involontaire ».
Il n'y a pas eu lieu de juger des infractions au XIIIe amendement depuis 1947,.
Avant 1988, infliger la servitude involontaire à travers des contraintes psychologiques était inclus dans l'interprétation du XIIIe amendement. Ainsi, la coercition psychologique était le moyen primaire de « servitude involontaire » accepté par la cour dans le cas d'Elizabeth Ingalls en 1947.
Mais dans United States v. Kozminski, en 1988, la Cour suprême des États-Unis modifia sa position, et estima que le XIIIe amendement ne s'appliquait pas aux cas de coercition psychologique, celle-ci n'étant pas considérée comme fondant une « servitude involontaire »,. La Cour limita la servitude involontaire aux situations où le maître soumet le domestique :
1. à la menace ou l'utilisation effective de la force physique ;
2. à la menace ou l'utilisation effective de la loi comme moyen de coercition ; ou
3. aux fraudes ou duperies où le domestique est un mineur, un immigré ou mentalement incompétent.

Les dispositions fédérales contre l'esclavage furent actualisées par le Trafficking Victims Protection Act of 2000, P.L. 106-386, qui permit de les étendre aux victimes de coercition physique et/ou morale,. Cette législation peut être dans certains domaines plus large qu'une interprétation littérale du XIIIe amendement, mais elle n'en a pas la portée, une loi pouvant être modifiée beaucoup plus simplement que la constitution (majorité simple des deux chambres du Congrès).

### Travail forcé contre travail libre
Par opposition au travail libre, le travail est considéré comme forcé lorsque le consentement de la personne est obtenu par les moyens suivants :
- par la menace ;
- par la force et la contrainte physique ;
- par une interprétation fautive du droit ;
- par la confiscation, la destruction, la possession prétendue ou réelle des documents d'identité et titres de séjour de la personne ;
- par le chantage ;
- par la contrainte financière.

### Définitions des conditions dressés par leXIIIeamendement
Peonage
Fait référence à une personne en servitude involontaire due au non-paiement d'une dette. La contrainte à la servitude inclut l'usage de la force, la menace d'usage de la force, ou la menace de coercition légale pour obliger une personne à travailler contre sa volonté.
Servitude involontaire
Fait référence à une personne tenue par la force, ou par la menace d'usage de la force, ou encore par coercition légale dans une condition d'esclave — service ou travail forcé contre sa volonté. Ceci inclut aussi les conditions dans lesquelles les personnes sont forcées de travailler contre leur volonté dans un « climat de peur » présent par l'usage de la force, la menace d'utilisation de la force, ou la menace de coercition légale. Le premier cas de la Cour Suprême pour confirmer l'interdiction de la servitude involontaire était Bailey v. Alabama (1911).
Travail forcé
Travail ou service obtenu :
- par menaces ou par contraintes physiques ;
- par plan, programme planifié dont le but est de faire croire à une personne qu'elle souffrirait de maux sérieux ou de contraintes physiques si elle ne remplissait pas de tels travaux ou services ;
- en menaçant d'abuser, ou en abusant de la loi ou de tout processus légal.

## Renforcement
« Article 2. Le Congrès aura le pouvoir de donner effet au présent article par une législation appropriée. »
« Section 2. Congress shall have the power to enforce this article by appropriate legislation. »

### Menaces de conséquences légales
Les victimes de trafics humains, et d'autres conditions de travaux forcés sont souvent contraintes par la menace d'actions légales à leur encontre. Un exemple type est le risque d'expulsion des immigrants illégaux, qui permet d'éviter que ceux-ci portent plainte contre les abus dont ils sont victimes. « La perspective d'être forcé de quitter les États-Unis, sans se soucier de la dégradation des conditions actuelles de vie, sert quelquefois de moyen de dissuasion à une dénonciation de la situation à la police ». Les victimes de travaux forcés et de trafics humains sont protégées par le Titre 18 du Code pénal américain (U.S.C.).
- Titre 18, U.S.C., Section 241 – Conspirations contre les droits[55] :

« Les conspirations visant à blesser, oppresser, menacer, ou intimider les droits et privilèges d'une personne fixés par la constitution ou les lois des États-Unis. »
« Conspiracy to injure, oppress, threaten, or intimidate any person's rights or privileges secured by the Constitution or the laws of the United States. »
- Titre 18, U.S.C., Section 242 – Privation des Droits sous l'égide de la loi[56] :

« C'est un crime pour toutes personnes agissant sous couvert de la loi (fonctionnaires fédéraux, d'état ou locaux qui font respecter les statuts, les ordonnances, les règlements, ou les coutumes) de priver ou de causer la privation des droits, privilèges, ou immunités des personnes tels qu'ils sont fixés et protégés par la Constitution et les lois des États-Unis. Ceci inclut le fait de soumettre des personnes à d'autres punitions, souffrances ou peines, que celles préalablement prescrites pour la punition des citoyens sur des critères tels que la nationalité, la couleur ou la race. »
« It is a crime for any person acting under color of law (federal, state or local officials who enforce statutes, ordinances, regulations, or customs) to willfully deprive or cause to be deprived the rights, privileges, or immunities of any person secured or protected by the Constitution and laws of the U.S. This includes willfully subjecting or causing to be subjected any person to different punishments, pains, or penalties, than those prescribed for punishment of citizens on account of such person being an alien or by reason of his/her color or race. »

## XIIIeamendement précédemment proposés
Par deux fois, avant l'adoption de l'actuel XIIIe amendement, le Congrès soumit aux États un amendement qui, s'il avait été adopté, serait devenu le XIIIe amendement.
- L'amendement sur les titres de noblesse, approuvé par le Congrès en 1810 aurait retiré la citoyenneté américaine à ceux qui (1) soit acceptaient un titre de noblesse étranger ou (2) acceptaient un paiement étranger sans l'autorisation du Congrès.
- Le Corwin Amendment, approuvé par le Congrès en 1861 aurait interdit tout amendement qui aurait interféré avec l'esclavage, ou tout autre « institution domestique » dans l'État.